# Lijst van afleveringen van Blake's 7
Dit is een lijst met afleveringen van de Britse televisieserie Blake's 7. De serie telt 4 seizoenen. Een overzicht van alle afleveringen is hieronder te vinden. Als uitzenddatum is gekozen voor vertoning op de Britse televisie.

## Seizoen 1
| Nr. | Titel aflevering    | Uitzenddatum     | Plot |
| --- | ------------------- | ---------------- | --- |
| 1   | The Way Back        | 2 januari 1978   | Verzetsleider Roj Blake wordt op basis van verzonnen aanklachten door de totalitaire Terraanse Federatie veroordeeld tot opsluiting in de gevangeniskolonie op Cygnus Alpha. Tijdens het gevangenentransport ontmoet hij de getalenteerde dief Vila Restal en pilote/smokkelaar Jenna Stannis. |
| 2   | Space Fall          | 9 januari 1978   | Blake wordt voorgesteld aan computerspecialist Kerr Avon. Met z'n vieren beramen ze een plan om het transportschip te kapen, maar de muiterij mislukt. Later stuit het transportschip op een buitenaards ruimteschip. Wanneer de kapitein bij de inspectie van het ruimteschip een aantal manschappen verliest door boobytraps, stuurt hij Blake en zijn medegevangenen op onderzoek. Blake weet de boobytraps onschadelijk te maken, waardoor ze kunnen ontsnappen. |
| 3   | Cygnus Alpha        | 16 januari 1978  | Aan boord van het buitenaards ruimteschip ontdekken blake en de zijnen een schat aan geavanceerde technologie, waaronder een teleportatiesysteem en een gedachtenlezende computer Zen, die het schip de "Liberator" (Nederlands: "Bevrijder") noemt nadat hij het woord uit Jenna's gedachten heeft gehaald. Blake volgt het transportschip naar Cygnus Alpha om de andere gevangenen te bevrijden, maar slaagt er uiteindelijk alleen in om Vila en Gan te redden. |
| 4   | Time Squad          | 23 januari 1978  | Blake besluit het schip te gebruiken om terug te slaan en een communicatiepost van de federatie te vernietigen. Bij hun aankomst op de planeet ontmoeten ze Cally, de enige overlevende van een verzetsgroep. Blake en zijn team infiltreren met succes de communicatiepost en maken de veiligheidsprotocollen van een reactor onklaar. Ze slagen er net voor de explosie in om weer naar de Liberator te teletransporteren. Cally besluit zich bij Blake aan te sluiten, waardoor de Liberator-bemanning nu 7 leden telt: Roj Blake, Jenna Stannis, Vila Restal, Kerr Avon, Olag Gan, Cally en Zen. |
| 5   | The Web             | 30 januari 1978  | De Liberator raakt verstrikt in een web dat zich rond een onbekende planeet ontspint. De bewoners van de planeet blijken afstammelingen te zijn van Cally's thuisplaneet Auron. Zij willen Blake helpen om te ontsnappen aan het web in ruil voor energiecellen van de Liberator. Blake ontdekt echter dat ze de energiecellen willen gebruiken om een genocide te plegen op de Decimas, een ander ras op de planeet. Wanneer de Decimas het complex overrompelen maken Blake en Avon van de verwarring gebruik om een gat in het web te maken zodat ze kunnen ontsnappen aan hun achtervolgers van de federatie.                                                                                                |
| 6   | Seek-Locate-Destroy | 6 februari 1978  | Omdat het nieuws over de heldendaden van Blake zich begint te verspreiden, benoemt Federatie-opperbevelhebber Servalan, onder druk van de hoge raad, commandant Travis om de voortvluchtigen op te sporen en te elimineren. |
| 7   | Mission to Destiny  | 13 februari 1978 | De Liberator stuit op een vrachtschip dat op drift is. Aan boord treffen Blake, Avon en Cally een bewusteloze bemanning aan en controlesystemen die opzettelijk vernield zijn. Wanneer de bemanning ontwaakt vertelt hun leider dat ze een belangrijke vracht aan boord hebben om een voedselbesmetting op hun thuisplaneet te stoppen. Blake beslist om de vracht met de Liberator af te leveren, terwijl Avon en Cally achterblijven om uit te zoeken wie er achter de sabotage van het vrachtschip zit. |
| 8   | Duel                | 20 februari 1978 | Travis en zijn drie Federatie-oorlogsschepen zijn de Liberator gevolgd naar een onbekende planeet en maken zich klaar om aan te vallen. Omdat de Liberator bijna geen energie meer heeft besluit Blake niet te vluchten maar de confrontatie aan te gaan. Plotseling verlamt een krachtig wezen, dat oorlog verfoeit, alle schepen en dwingt Blake en Jenna op de planeet een gevecht op leven en dood aan te gaan met Travis en zijn piloot. |
| 9   | Project Avalon      | 27 februari 1978 | Travis houdt verzetsleidster Avalon gevangen in een ondergronds laboratorium van de Federatie op een ijskoude planeet. Avalon had eerder contact opgenomen met Blake om haar naar een nieuwe verzetsbasis te brengen en Blake is vastbesloten haar te redden. Na de reddingoperatie ontdekt Blake dat hij in werkelijkheid een androïdekloon van Avalon heeft gered, die geprogrammeerd is om iedereen aan boord van de Liberator te doden. |
| 10  | Breakdown           | 6 maart 1978     | Een implantaat in Gans hersenen werkt niet goed meer waardoor hij opnieuw gewelddadig gedrag vertoont. Nadat hij overmeesterd is zet Blake koers naar een nabijgelegen medische faciliteit. De route voert de Liberator echter door een gevaarlijke gebied, waardoor een fikse ruzie ontstaat tussen Blake en Avon, die verklaart dat hij de groep voorgoed verlaat. Eenmaal ter plaatse teleporteren een chirurg en zijn assistent aan boord om Gan te opereren. De chirurg stelt de procedure echter uit wanneer hij Blake begint te wantrouwen. Ondertussen blijft Avon achter op de medische faciliteit, waar hij ontdekt dat iemand de Federatie heeft gewaarschuwd en dat er oorlogsschepen op komst zijn. |
| 11  | Bounty              | 13 maart 1978    | Tarvin, een beruchte premiejager en voormalige collega van Jenna, slaagt erin om de Liberator te kapen en probeert de beloning van 13 miljoen credits die op de hoofden van de bemanning staat te innen. |
| 12  | Deliverance         | 20 maart 1978    | Nadat een klein schip ontploft is boven de planeet Cephlon, teleporteren Avon, Vila, Gan en Jenna naar het oppervlak om twee ontsnappingscapsules te bergen. Op de Liberator wordt Ensor, een dodelijk gewonde overlevende, aan boord gebracht. Hij houdt Cally echter onder schot en dwingt Blake om hem mee te nemen naar de planeet Aristo, waar zijn vader wacht op dringende medische benodigdheden. Blake komt erachter dat Ensors vader de maker is van "Orac", een apparaat dat de Federatie koste wat kost in handen wil krijgen. |
| 13  | Orac                | 27 maart 1978    | Op weg naar Aristo beginnen Avon, Vila, Gan en Jenna te lijden onder de blootstelling aan straling die ze op Cephlon hebben opgelopen. Bij aankomst op de planeet leveren Blake en Cally de medische benodigdheden af aan de professor in de hoop om in ruil een serum tegen stralingsziekte te krijgen. Ondertussen zijn in het geheim ook Servalan en Travis gearriveerd en proberen ze het labo van de de professor te bereiken. Blake krijgt uiteindelijk zowel het serum voor zijn bemanning als de mysterieuze "Orac" in handen. Dat blijkt een geavanceerde computer te zijn die de vernietiging van de Liberator voorspelt.                                                                              |

## Seizoen 2
| Nr. | Titel aflevering    | Uitzenddatum     | Plot |
| --- | ------------------- | ---------------- | --- |
| 1   | Redemption          | 9 januari 1979   | De Liberator wordt aangevallen door zijn buitenaardse makers, die het schip terug willen. De controlesystemen vallen uit en de Liberator wordt op afstand bestuurd naar een ruimtestation, waar de bemanning gevangen genomen wordt. Met de hulp van Orac weten ze echter te ontsnappen, waarop de makers een ander aanvalsschip sturen dat een identieke kopie van de Liberator is. Blake vraagt zich nu af welke Liberator Orac had voorspeld vernietigd te zien. |
| 2   | Shadow              | 16 januari 1979  | Blake zoekt contact met de criminele organisatie Terra Nostra als potentiële bondgenoot tegen de Federatie, maar hun leider blijkt niet te vertrouwen. Een buitenaards wezen neemt ondertussen bezit van Orac en verstoort Cally's empathische krachten, waardoor ze gek wordt. Blake en zijn bemanning reppen zich naar de woestijnplaneet Zondar, op zoek naar een drug die Cally kan helpen. |
| 3   | Weapon              | 23 januari 1979  | De Federatie is op jacht naar een krachtig wapen dat een levend doelwit markeert zodat de schutter die later met een afstandsbediening kan doden. De maker ervan, een parnoïde overloper genaamd Coser, is op de vlucht. Servalan laat een levende kopie van Blake maken om af te spreken met Coser en zo het wapen in handen te krijgen. Zodra ze het wapen in haar bezit heeft markeert ze Blake, Avon en Gan. |
| 4   | Horizon             | 30 januari 1979  | Aan de rand van het sterrenstelsel botst de Liberator bijna op een vrachtschip van de Federatie. Blake vraagt zich af waarom het schip zo ver van huis is en volgt het naar de planeet Horizon. Daar worden Blake, Jenna, Gan en Vila gevangengenomen om dwangarbeid te leveren in een geheime mijnoperatie. Terwijl Blake de leider van de planeet probeert te overtuigen dat de Federatie hem manipuleert, overweegt Avon om de Liberator te kapen en iedereen achter te laten, maar Cally wil daar niets van weten en gaat op zoek naar de anderen. Avon vraagt Orac wat zijn kansen zijn om op zijn eentje te overleven tegen de Federatie. |
| 5   | Pressure Point      | 6 februari 1979  | Blake besluit de Federatie een grote slag toe te brengen door op Aarde het belangrijkste controlecentrum van de Federatie te vernietigen. Blake hoopt dat dit het verzet in staat zal stellen om een grote aanval op de Federatie te lanceren. De Federatie heeft echter lucht gekregen van het plan en neemt Blake en zijn bemanning gevangen. Ze weten te ontsnappen, alleen maar om te ontdekken dat het controlecentrum leeg is en dat de computers al 30 jaar eerder verwijderd werden. Tijdens hun ontsnapping wordt Gan gedood. |
| 6   | Trial               | 13 februari 1979 | Servalan moet verantwoording afleggen voor het Blake-fiasco en probeert Travis voor massamoord te laten opdraaien voordat hij tegen haar kan getuigen. Blake is overstuur door de dood van Gan en Avon probeert de anderen ervan te overtuigen om Blake in de steek te laten. Blake beslist uiteindelijk een duidelijke boodschap naar de Federatie te sturen dat hij het niet opgegeven heeft door het hoofdkwartier van Servalan aan te vallen. In de chaos slaagt de ter dood veroordeelde Travis erin om Servalan te dwingen hem te helpen ontsnappen. |
| 7   | Killer              | 20 februari 1979 | Op de planeet Fosforon proberen Avon en Vila een kristal te stelen uit een station van de Federatie dat hen in staat moet stellen om berichten van de Federate te decoderen. Zen ontdekt een 700 jaar oud aards ruimteschip dat de planeet nadert en Cally voelt iets "kwaadaardigs" aan boord. Ondanks bezwaren van Jenna waarschuwt Blake anoniem het station, maar desondanks slepen ze het wrak naar de planeet waardoor een buitenaards virus in het station losbreekt. |
| 8   | Hostage             | 27 februari 1979 | Travis, de aartsvijand van Blake, heeft diens nichtje gegijzeld op de planeet Exbar. Wanneer Blake naar de planeet teleporteert om haar te redden, stelt Travis voor om zich aan te sluiten bij Blake aangezien de Federatie hem nu ook op de hielen zit. Travis is echter van plan om Blake en zijn bemanning te doden en de Liberator te stelen. Ondertussen stuurt Avon zonder Blake's medeweten een bericht naar Servalan met de locatie van Travis. Blake, Avon en Vila weten uit de klauwen van Travis te ontsnappen en laten hem achter om gevonden te worden door Servalan. Zij stemt ermee in om Travis officieel dood te verklaren, op voorwaarde dat hij voor haar op Blake blijft jagen. |
| 9   | Countdown           | 6 maart 1979     | Blake arriveert op de planeet Albion op zoek naar majoor Provine, die de geheime locatie van het verplaatste Federatie-controlecentrum zou kennen. Provine heeft echter een stralingsbom geactiveerd als reactie op een planetaire opstand tegen de Federatie. Avon probeert samen met een huurling-kennis van hem, Del Grant, de bom onschadelijk te maken. De samenwerking verloopt echter stroef omdat Grant Avon verantwoordelijk acht voor de dood van zijn zus. Ondertussen vermomt Provine zich als verzetsstrijder om zo van de planeet te ontsnappen. |
| 10  | Voice from the Past | 13 maart 1979    | Blake heeft last van nachtmerries over de geheugenconditionering die de Federatie vijf jaar eerder op hem heeft toegepast. Avon en de rest van de bemanning plaatsen Blake onder toezicht omdat ze denken dat iemand zijn geest probeert te manipuleren. Blake weet zich te bevrijden met de hulp van Vila en teleporteert naar een mijnasteroïde waar hij een verzetsgroep ontmoet die beweert over voldoende juridische bewijzen te beschikken om de Federatie geweldloos omver te werpen. Ze vragen transport naar een politieke bijeenkomst op de planeet Atlay, maar Avon en de anderen ruiken een valstrik. Ze krijgen gelijk wanneer de leiders van de verzetsgroep op Atlay neergeschoten worden door Travis en soldaten van de Federatie. |
| 11  | Gambit              | 20 maart 1979    | Blake arriveert in Freedom City, een van de laatste plekken die niet onder controle van de Federatie staan, en is op zoek naar cyberchirurg Docholli die als een van de weinige mensen de geheime locatie van "Star One" kent, het echte controlecentrum van de Federatie. De chirurg wordt echter bewaakt door Travis, die een reparatie aan zijn cybernetisch arm nodig heeft. Servalan probeert op haar beurt om de chirurg uit te schakelen door een bom in de cyberarm van Travis te plaatsen. Ondertussen smokkelen Avon en Vila een geminiaturiseerde Orac naar binnen om vals te spelen in het casino en grote bedragen te winnen. Vila wordt echter misleid om een partijtje snelschaak "tot de dood" te spelen tegen de ongeslagen schaakkampioen. |
| 12  | The Keeper          | 27 maart 1979    | Op basis van aanwijzingen achtergelaten door Docholli, rept Blake zich naar de planeet Goth om een amulet te bemachtigen dat de geheime locatie van Star One bevat. Tijdens de reis stelt Avon voor om Star One over te nemen in plaats van het te vernietigen om zo controle te krijgen over de Federatie, maar Blake weigert om ooit dergelijke macht te gebruiken. Ter plaatse ontdekt Zen een ruimteschip in een baan om de planeet. Avon is overtuigd dat dit het schip van Travis is en vernietigt het. Travis, die samen met Servalan al op de planeet is, biedt aan om de controle over de Federatie samen met haar te delen, maar vlucht uiteindelijk in haar ruimteschip. Ook Blake en zijn bemanning bemachtigen de geheime locatie en zetten koers naar Star One.                                                                                                |
| 13  | Star One            | 3 april 1979     | Nu de locatie van Star One eindelijk bekend is, is Blake vastbesloten om het zenuwcentrum van de Federatie voor eens en altijd te vernietigen. Ondertussen kampt Servalan met een reeks catastrofes op verschillende Federatiewerelden die alleen kunnen verklaard worden door sabotage in Star One. Bij aankomst in Star One ontdekt Blake dat het overgenomen is door buitenaardse wezens in menselijke gedaante. De wezens verwarren Blake met Travis en wachten op zijn deactivering van Star One's verdediging zodat hun invasiemacht van 600 schepen de Federatie kan aanvallen. Bij zijn aankomst verwondt Travis Blake en deactiveert hij de verdediging, maar hij wordt uiteindelijk gedood door Avon. De Liberator-bemanning, nu onder leiding van Avon, besluit de confrontatie met de invasiemacht aan te gaan in afwachting van de komst van Federatie-troepen. |

## Seizoen 3
| Nr. | Titel aflevering              | Uitzenddatum     | Plot |
| --- | ----------------------------- | ---------------- | --- |
| 1   | Aftermath                     | 7 januari 1980   | Star One is vernietigd, de Federatie ligt in puin en de Liberator is zwaar beschadigd. De bemanning moet het ruimteschip verlaten in de reddingscapsules omdat Zen alle levensondersteuning heeft uitgeschakeld en met zelfreparaties is gestart. Avon komt terecht op de planeet Sarran, waar hij door Dayna Mellanby van de lokale inboorlingen gered wordt. De eveneens gestrande Servalan probeert meteen om Avon te overhalen om samen te werken aan de heropbouw van de Federatie. Avon wijst haar voorstel en laat haar achter op de planeet, terwijl hij samen met Dayna terugkeert naar de Liberator. Eenmaal daar worden Avon en Dayna onder schot gehouden door kapitein Del Tarrant van de Federatie.                       |
| 2   | Powerplay                     | 14 januari 1980  | Aan boord van de Liberator worden Dayna en Avon gevangen genomen door Tarrant, die uiteindelijk een undercover verzetsagent blijkt te zijn die geinfiltreerd is in de Federatie. Hij is echter niet in staat om de Liberator te besturen, omdat Zen zijn commando's niet aanvaardt en op zoek blijft naar de bemanningsleden. Avon verneemt van Zen dat ze op verschillende plaatsen gelocaliseerd zijn: Vila is gestrand op de planeet Chenga, Cally bevindt zich samen met Servalan aan boord van een Chenga reddingsschip, Blake en Jenna blijven vermist. Op de planeet onderhandelt Servalan haar vrijlating, terwijl Vila en Cally weggevoerd worden voor orgaanoogst. De Liberator bereikt hen net op tijd.                      |
| 3   | Volcano                       | 21 januari 1980  | Avon en Tarrant zoeken een uitvalsbasis op de vulkanische planeet Obsidian, maar de vreedzame bewoners zijn niet bereid om hen te helpen. Servalan beraamt met een overgebleven Federatie-regiment een plan om de Liberator over te nemen, maar Avon beveelt Zen een verrassingsaanval op het regiment uit te voeren. Ondertussen probeert Tarrant de pacifisten te overtuigen van de slechte bedoelingen van de Federatie, maar hun leider is ervan overtuigd dat het dreigement om hun eigen wereld op te blazen met een nucleair apparaat elke invasiepoging zal voorkomen. Servalans troepen zijn gehergroepeerd en vallen Obsidian aan, maar de pacifisten laten het nucleair apparaat ontploffen en vernietigen de planeet.       |
| 4   | Dawn of the Gods              | 28 januari 1980  | Uit nieuwsgierigheid stuurt Orac de Liberator in een donkere leegte in de ruimte. Daar belanden ze op de kunstmatige planeet Krandor, die in feite een groot ruimtekerkhof is waar ruimteschepen ontmanteld worden. Orac kan de vernietiging van de Liberator echter voorkomen en Avon en Tarrant slagen erin om het krachtveld dat de Liberator op zijn plaats houdt om te draaien, waardoor deze kan ontsnappen en Krandor vernietigen. |
| 5   | The Harvest of Kairos         | 4 februari 1980  | Wanneer de eenvoudige bouwvakker Jarvik kritiek levert op alweer een mislukte poging van Servalan om de Liberator te veroveren, krijgt hij de kans om het te proberen zonder computergestuurde hulpmiddelen. Met succes: Tarrant loopt recht in zijn val, de Liberator wordt veroverd en de bemanning blijft gestrand achter op de planeet Kairos. Avon vindt er een oude en nauwelijks functionerende ruimtemodule, die hij uitrust met een misleidingsmechanisme waardoor Servalan en Zen denken dat het om een superieur ruimteschip gaat. Jarvik waarschuwt om de computers te negeren maar wordt gedood. Servalan kiest het hazenpad en de Liberator valt weer in handen van Tarrant.                                              |
| 6   | City at the Edge of the World | 11 februari 1980 | Bij aankomst op de planeet Kezarn wordt Vila gevangen genomen door Bayban en Kerril en gedwongen om een ondoordringbare deur te openen waarvan Bayban gelooft dat het leidt naar een enorme schat. Wanneer Vila de deur open krijgt en er samen met Kerril doorheen stapt, komen ze terecht in een ruimteschip dat op een idyllische planeet geland is. De deur blijkt in werkelijkheid een portaal naar een betere wereld voor de bewoners van Kezarn. Vila weigert om Kerril te vergezellen naar de nieuwe planeet en ontsnapt ternauwernood aan de dood van een woedende Bayban, die de stad verwoest in een brute poging om de deur open te breken.                                                                                 |
| 7   | Children of Auron             | 19 februari 1980 | Servalan laat een dodelijke plaag los op Cally's thuisplaneet Auron als onderdeel van een uitgebreid plan om de Liberator naar daar te lokken en te veroveren. Cally ontvangt een psychische noodoproep van haar tweelingzus, Zelda en de Liberator-bemanning rept zich naar Auron om te helpen de dodelijke ziekte te stoppen. |
| 8   | Rumours of Death              | 25 februari 1980 | Avon laat zich gevangennemen als onderdeel van een ingewikkeld plan om Federatie-ondervrager Shrinker te ontvoeren, die hij verantwoordelijk acht voor de dood van zijn voormalige vriendin Anna Grant. Shrinker bekent dat een undercoveragent in het criminele netwerk van Avon, genaamd Bartholomew, mogelijk Anna's echte moordenaar is. Ondertussen wordt Servalan gevangengenomen in haar nieuwe presidentiële paleis door verzetsstrijders onder leiding van Sula. Wanneer Avon ontdekt dat Anna nog leeft en in werkelijkheid Sula is, concludeert hij dat zij indertijd zelf Bartholomew moet geweest zijn en hij vermoordt haar. Hij kan net op tijd ontsnappen terwijl de Federatie-troepen arriveren om Servalan te redden. |
| 9   | Sarcophagus                   | 3 maart 1980     | Avon, Vila en Cally ontdekken een vreemd artefact op een verlaten buitenaards schip. Ze nemen het mee naar de Liberator, waar het artefact een spookachtige entiteit loslaat die zowel Zen als Orac uitschakelt en de energiesystemen van de Liberator uitput. De bemanning zoekt koortsachtig naar een manier om de entiteit te vernietigen voordat ze er allemaal aan ten prooi vallen. |
| 10  | Ultraworld                    | 10 maart 1980    | De Liberator komt een mysterieuze kunstmatige planeet tegen die één groot computersysteem blijkt te zijn dat gerund wordt door een groep aliens genaamd de Ultra. Zij wissen de geesten van indringers en veranderen ze in slaven of verwerken ze voor voedsel. De Ultra dwingen de Liberator om te landen om zijn computersysteem uit te lezen. Vila wordt vervolgens door Orac aangemoedigd om talloze tongbrekers en wartaal uit te kramen, die door Orac in het Ultraworld-computerbrein ingevoerd worden. Daardoor geraakt het brein overbelast, wat de Liberator-bemanning de kans geeft om te ontsnappen. |
| 11  | Moloch                        | 17 maart 1980    | De Liberator is Servalans schip gevolgd naar de planeet Sardos aan de rand van de bekende ruimte, waar de bewoners over geavanceerde replicatietechnologie beschikken. Servalan is er op uitnodiging van Grose, die van plan is om Servalans schip te repliceren tot een vloot van oorlogsschepen. Grose werkt echter voor de mysterieuze Moloch, die zijn eigen plannen heeft voor de controle en wederopbouw van de Federatie. |
| 12  | Death-Watch                   | 24 maart 1980    | Death-Watch is een populaire uitzending van één-op-één gevechten tot de dood. Wanneer de Liberator-bemanning afstemt op het laatste gevecht, herkent Tarrant zijn vervreemde broer Deeta, een expert-schutter. Wanneer Servalan geselecteerd wordt als de neutrale arbiter vermoeden ze vals spel en proberen ze Deeta nog te waarschuwen, maar die wordt al snel neergeschoten door zijn tegenstander Vinni. Orac ontdekt dat Vinni geen mens maar een geavanceerde androïde is. Om dit te bewijzen neemt Tarrant het tegen Vinni op in een wraakgevecht. |
| 13  | Terminal                      | 31 maart 1980    | Avon volgt een reeks geheime berichten die de Liberator naar de kunstmatige planeet Terminal brengt. Onderweg passeert het schip door een vreemde wolk van vloeibare deeltjes die, zonder dat de bemanning het weet, door de romp heen beginnen te vreten. Op de planeet vindt Avon in een medische faciliteit Blake aan beademingsapparatuur. De geheime berichten blijken afkomstig van Servalan, die Blake wil ruilen voor de Liberator. Servalan heeft nu eindelijk de controle over de Liberator, maar het schip is er ondertussen zo slecht aan toe dat het uiteen begint te vallen. Wanneer Servalan via het teleportsysteem probeert te ontsnappen, explodeert de Liberator.                                                    |

## Seizoen 4
| Nr. | Titel aflevering | Uitzenddatum      | Plot |
| --- | ---------------- | ----------------- | --- |
| 1   | Rescue           | 28 september 1981 | Nu de Liberator vernietigd is, zit de bemanning vast op de planeet Terminal. De enige manier om te ontsnappen is via Servalans schip, maar dat bevat een boobytrap. Cally sterft in de daaropvolgende ontploffing, die een kettingreactie teweegbrengt op de hele planeet. De bemanning ontsnapt op het nippertje in de Scorpio, het schip van bergingsoperator Dorian. Hij neemt hen mee naar zijn ondergrondse basis op de planeet Xenon, waar ze zijn partner Soolin ontmoeten. Dorian heeft echter een duister geheim: hij wil de Liberator-bemanning offeren aan de entiteit die in de grotten onder zijn basis leeft. |
| 2   | Power            | 5 oktober 1981    | Na de dood van Dorian zit de bemanning vast in zijn ondergrondse basis. De enige mogelijkheid om te ontnappen is met de Scorpio, maar die zit achter slot en grendel. Bovendien ontdekt Vila een geactiveerde nucleaire compressiebom die de basis zal vernietigen. Avon kan de bom onschadelijk maken met de hulp van de Seska, een inheemse volksstam met telekinetische krachten. Hij slaagt er ook in om met de hulp van Orac de teleporter van de Scorpio aan de praat te krijgen. Soolin besluit om zich bij de groep aan te sluiten. |
| 3   | Traitor          | 12 oktober 1981   | Onder leiding van veiligheidscommissaris Sleer breidt de Federatie zich weer aan sneltempo uit door gebruik te maken van Pylene-50, een snelwerkend pacificatiemiddel. Tarrant en Dayna vernemen van Leitz, een Federatie-officier die informatie lekt naar het verzet, waar het middel geproduceerd wordt. Tarrant wil er een einde aan maken, maar Dayna en hij lopen in een hinderlaag die door Leitz in opdracht van Sleer opgezet is. Ze vangen echter wel een glimp op van de mysterieuze commissaris Sleer, die niemand minder dan Servalan blijkt te zijn. |
| 4   | Stardrive        | 19 oktober 1981   | De Scorpio-bemanning ziet drie schepen van de Federatie ontploffen zonder duidelijke oorzaak. Orac ontdekt dat de schepen aangevallen werden door zogenaamde "ruimtehelicopters", snel bewegende objecten die gebruikmaken van een experimentele fotonaandrijving. Avon besluit om de Scorpio uit te rusten met deze aandrijving en gaat op zoek naar de uitvinder ervan, Dr. Plaxton. |
| 5   | Animals          | 26 oktober 1981   | Dayna wordt op de planeet Bucol II aangevallen oor vreemde mensachtige beesten totdat ze gered wordt door Justin, een geneticus en voormalige collega van haar vader. Wanneer de Scorpio belaagd wordt door schepen van de Federatie, is Tarrant gedwongen om de aftocht te blazen en Dayna achter te laten. Dayna probeert Justin ervan te overtuigen om een tegengif voor het pacificatiemiddel van de Federatie te maken, maar ze is geschokt door zijn eerdere werk bij het creëren van genetische supersoldaten voor de Federatie. Ondertussen heeft Servalan lucht gekregen van Justins werk en ze trekt op onderzoek naar Bucol II. |
| 6   | Headhunter       | 2 november 1981   | Vila en Tarrant komen aan bij Pharos om Dr. Muller op te halen, een briljante cyberneticus die Avon hoopt te rekruteren voor hun zaak. Maar al snel blijkt dat de Muller die ze aan boord halen een onstuitbare androïde is die zijn maker heeft vermoord en van plan is om op de een of andere manier te "fuseren" met Orac, in de hoop dat hun gecombineerde AI-krachten hen onoverwinnelijk zullen maken. |
| 7   | Assassin         | 9 november 1981   | De Scorpio-bemanning verneemt dat Servalan de beruchte huurmoordenaar "Cancer" heeft ingehuurd om hen uit te schakelen. Er is bijna niets bekend over deze moordenaar, zelfs niet hoe hij eruitziet, alleen dat hij een perfect palmares heeft. Avon en Tarrant slagen erin om het schip van Cancer op te sporen en zich aan boord te teleporteren. Daar vinden ze hem samen met de jonge slavin Piri. Ze nemen hem gevangen en wachten op Servalan, waarvan ze verwachten dat ze zal komen opdagen om Cancer te betalen. Ze weten echter niet dat ze in een ingewikkelde val gelopen zijn van Piri, die de echte Cancer blijkt te zijn. |
| 8   | Games            | 16 november 1981  | Belkov baat in opdracht van Servalan een kristalmijn uit op Mecron II. In werkelijkheid bedriegt hij haar door een groot deel van het energierijke kristal voor zichzelf te houden. Servalan vermoedt Belkovs verraad en dreigt hem te vermoorden, maar niet voordat ze erachter komt waar hij het kristal heeft verstopt. Ondertussen neemt Belkov contact op met Avon en belooft hem het gestolen kristal in ruil voor zijn redding. |
| 9   | Sand             | 23 november 1981  | Servalan arriveert op de planeet Virn, die bedekt is met vreemd groen zand, om erachter te komen wat er is gebeurd met een groep onderzoekers van de Federatie die vijf jaar eerder verdwenen. De bemanning van Scorpio volgt haar naar de planeet, nieuwsgierig om erachter te komen wat ze van plan is. Door omstandigheden zijn Servalan en Tarrant verplicht om samen te werken om te overleven en de strijd aan te binden met het groene zand, dat een intelligente levensvorm lijkt te zijn. |
| 10  | Gold             | 30 november 1981  | Keiller, een oude bekende van Avon, wil een geheim goudtransport van de planeet Zerok naar de Federatie overvallen, maar hij heeft hulp nodig en biedt Avon en de anderen een deel van de buit aan. Het plan mislukt echter omdat de bewakers getipt zijn door Servalan. Avon beslist om het volgende transport zelf te overvallen en het goud terug te verkopen aan Servalan. |
| 11  | Orbit            | 7 december 1981   | Egrorian, een afvallige wetenschapper, biedt Avon in ruil voor Orac een krachtig wapen aan dat alles in het universum kan vernietigen. Avon ruilt echter een duplicaat van Orac voor het wapen. Wanneer Egrorian het bedrog ontdekt, saboteert hij de Avons shuttle. Avon moet het wapen en Vila overboord gooien om het gewicht van de shuttle te verminderen en zo weg te raken. |
| 12  | Warlord          | 14 december 1981  | Avon roept een vergadering bijeen op Xenon tussen de vijf machtigste facties die zich verzetten tegen de Federatie. Een van de leden, Zukan, de leider van planeet Betafarl, werkt in het geheim voor Servalan en heeft de basis gesaboteerd met bommen en een radioactief virus. Zodra Zukan vertrekt ontploffen de bommen, maar hij weet niet dat zijn dochter Zeeona, die Tarrants geliefde is, achtergebleven is op de basis. Zukan wordt op zijn beurt bedrogen door Servalan, die zijn ruimteschip saboteert. Avon en Soolin keren met de Scorpio terug naar Xenon om de anderen te redden, maar hun enige hoop is om eerst Zukan te helpen. Hij is immers de enige die weet hoe het virus kan gestopt worden. |
| 13  | Blake            | 21 december 1981  | Orac heeft Blake gelocaliseerd op de wetteloze planeet Gauda Prime. Daar aangekomen wordt Scorpio aangevallen en zwaar beschadigd. Iedereen behalve Tarrant verlaat het schip. Tarrant wordt gered door Blake, die zich voordoet als een premiejager en Tarrant doet geloven dat hij hem gaat uitleveren aan de Federatie om de premie te incasseren. Tarrant weet te ontsnappen maar reliseert zich niet dat Blake gewoon zijn loyaliteit wou testen. Wanneer Tarrant en de anderen Blake confronteren, slaagt die laatste er niet in om hen te overtuigen dat hij nog steeds aan hun kant staat en Avon schiet Blake dood. Plotseling vallen soldaten van de Federatie binnen en schieten iedereen neer. Avon, die als laatste overblijft, geeft zich niet over maar staat boven Blakes lichaam en heft glimlachend zijn geweer. Het scherm gaat naar de aftiteling met het geluid van geweerschoten. Het lot van Orac is onbekend. |